# 唐薇依
唐薇依（？—），中国前女子乒乓球运动员，现在上海经营唐薇依乒乓馆。她曾获得1992年亚洲乒乓球锦标赛女子单打金牌和女子双打金牌。